# دبیلوزد. ۳۴
خودرو زرهی نمونه سال ۱۹۲۹ (به لهستانی: Samochód pancerny wz. 34) (اختصاری wz. 34) خودرو زرهی اصلی ارتش لهستان در زمان تهاجم به این کشور در سال ۱۹۳۹ بود.

## طراحی

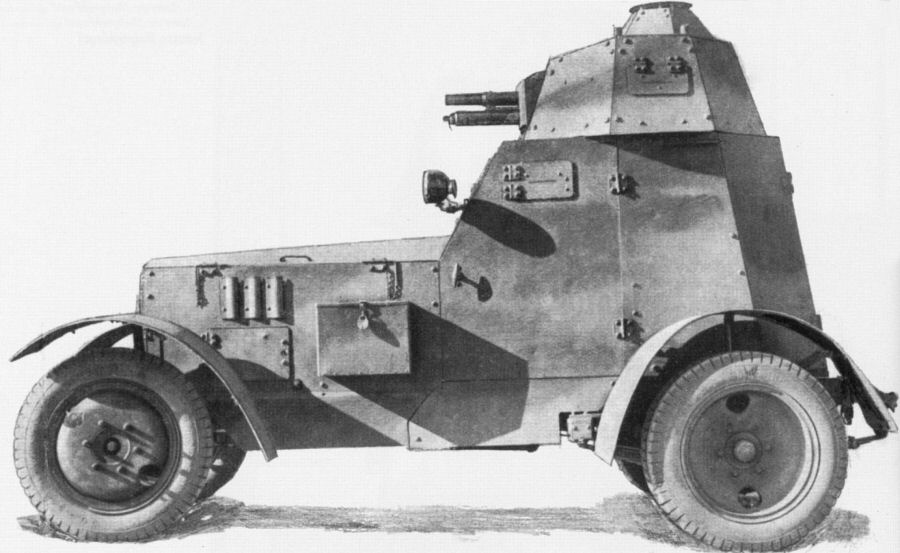
نمونه مجهز به توپ ۳۷ میلی‌متری

این خودرو بر اساس خودرو نیم شنی دبلیوزد. ۲۸ که در سال ۱۹۲۸ معرفی گشت ساخته شد. خودرو اولیه به واسطه توانایی و سرعت کم بیرون از جاده و نگهداری پیچیده در بین نظامیان نامحبوب بود و به همین دلیل شنی محور عقب آن با لاستیک جایگزین گشت. این خودرو در انواع مختلف که تفاوت‌هایی در طراحی موتور و زره با یکدیگر داشتند تا سال ۱۹۳۸ ساخته شد که سلاح اصلی آن‌ها را یا یک مسلسل هاچکیس (لهستان) یا یک توپ ۳۷ میلی‌متری پوتوکس اس‌آ ۱۸ فرانسوی تشکیل می‌داد.

## تاریخچه عملیاتی
در هنگام آغاز جنگ جهانی دوم در سال ۱۹۳۹ این نوع خودروها دیگر قدیمی و ناتوان بودند اما ارتش لهستان همچنان از آن‌ها بهره می‌برد. هر واحد سواره نظام لهستان با خود یک گروهان زرهی شامل ۸ خودرو زرهی و ۱۳ تانکت را همراه داشت که به همین واسطه دبلیوزد. ۳۴ که در ۱۰ تیپ از ۱۱ تیپ سواره نظام لهستان عمده خودروهای زرهی را تشکیل می‌داد هم در برابر نیروهای آلمانی و هم در برابر نیروهای شوروی جنگید. تعدادی از خودروها هم که به غنیمت نیروهای آلمانی درآمد بعدها به دولت مستقل کرواسی واگذار شدند.